# Marvel Zombies
Marvel Ƶombies (en España Titulado: Marvel Zombis: Hambre Insaciable) es una serie limitada de historietas de cinco números publicada desde diciembre de 2005 hasta abril de 2006 por la editorial Marvel Comics, escrita por Robert Kirkman con dibujos de Sean Phillips y portadas de Arthur Suydam.
La historia se desarrolla en un universo alternativo donde la mayor parte de la población de superhéroes y supervillanos del mundo ha sido infectada con un virus que los convirtió en zombis.
La revista Time certificó a Marvel Zombies en el Top 10 Graphic Novels 2007.
La serie tuvo su origen en el cómic Ultimate Fantastic Four, donde el Zombi Reed Richards engañó a su contraparte Ultimate para que abriera un portal al universo Zombi.

## Historial de publicaciones

### Ultimate Fantastic Four
La primera mención de Marvel Zombies fue en Ultimate Fantastic Four #21 a #23 y #30 a #32 (2005), escrita por Mark Millar con dibujos de Greg Land.
Reed Richards recibe una transmisión desde otra dimensión de su versión alternativa, quien lo invita para conocerlo e intercambiar conocimientos. Él muestra interés y en secreto, construye una puerta interdimensional para realizar el viaje. 
Cuando Reed llega al edificio Baxter de la otra dimensión, descubre que toda la ciudad está destruida y no hay signos de vida, recorre las calles desiertas hasta que se encuentra con los 4 Fantásticos de esa dimensión convertidos en zombis, con lo que descubre que todo fue un engaño. En este mundo también existen los superhéroes de la Tierra en la que habitan los 4 Fantásticos, pero al igual que estos, han sido infectados por un virus alienígena que los transforma en zombis hambrientos de carne humana, por ello se alimentan del resto de la población. Cuando el Reed Richards zombi se dispone a devorar a su equivalente Ultimate, este último logra escaparse y refugiarse, pero el Hombre Araña y otros héroes Zombi lo encuentran. Allí aparece Max ''Magnus'' Eisenhardt Alias  Magneto (que no se ha Contagiado) y con su ayuda logran salvarse, aprovechando el pánico causado, Magneto conduce a Reed a su refugio donde se esconden un policía y un hombre con su hija. Magneto se entera del engaño, por el cual las versiones zombis ahora podrán trasladarse a otras dimensiones a través del mismo portal que usó el Red Richards versión Ultimate y destruir poblaciones enteras. Magneto y el grupo de supervivientes planean regresar al edificio Baxter para trasladarse a la otra dimensión y destruir el portal, en ese momento, en la dimensión Ultimate, Sue, Johnny y Ben buscan en el laboratorio a Reed ya que este no había salido de su laboratorio por un buen tiempo, pero se llevan una gran sorpresa al encontrarse con sus contrapartes zombis, quienes intentan devorarlos. A pesar de ello, los 4 Fantásticos Ultimates logran escapar y los encierran en una cámara especial, mientras tanto en la dimensión zombie, Reed, camuflado entre las calles destruidas, busca provisiones para el viaje, pero no se percata de que Wolverine huele su presencia. Gracias a su agudo olfato, los zombis logran ubicar el escondite y buscan a toda costa devorarlos a todos. Los supervivientes salen rápidamente dirigiéndose al edificio Baxter, pero son acorralados. Cuando todo parecía perdido, aparecen Sue, Johnny y Ben, que habían cruzado el portal para ayudar a Reed; con su ayuda ponen fuera de lugar momentáneamente a los zombis. Todos juntos llegan al edificio y se ubican en el portal para que los transporte, pero Magneto se separa y les dice que él se quedará. Reed trata de convencerlo de lo contrario, pero Magneto responde que alguien debe destruir el dispositivo cuando se marchen y que su tarea de aniquilar a los zombis aún no ha terminado.

### Marvel Ƶombies
Fue una serie limitada de seis números escrita por Robert Kirkman con dibujos de Sean Phillips y portadas de Arthur Suydam.
Comienza justo después de lo ocurrido en Ultimate Fantastic Four, Magneto logra destruir el teletransportador y en ese momento una horda de superhéroes zombis comienza a perseguirlo por toda la ciudad. Logra hacerles frente, mutilando a varios de ellos, entre los cuales estaba el Coronel América, a quien rebana el cráneo usando su propio escudo. Luego, utilizando este como arma, continúa atacando a Thor, y Ojo de Halcón, decapitando a este último. Debido a las heridas y al cansancio, Magneto baja la guardia y la Avispa lo ataca por detrás, mordiéndole en el cuello. Una vez caído, aparecen Hulk y los otros para devorarlo en el acto. Después de habérselo comido, se reúnen con otro grupo de zombis para planear la búsqueda de más comida, cuando de pronto aparece en el cielo Silver Surfer, quién hace su llegada a la Tierra para informar a los habitantes que su maestro Galactus está en camino a devorar el planeta. Los zombis ven un buen aperitivo a devorar y lo comienzan a atacar. Usando su poder cósmico, logra destruir o dejar fuera de combate a varios zombis, pero Thor lo golpea en la cabeza provocando que caiga de su tabla. Una vez en el suelo, continúa resistiéndose pero La Masa lo inmoviliza y le arranca la cabeza de un mordisco, los otros zombis se comen el cuerpo, y después se dan cuenta de que al hacerlo recibieron algo de energía cósmica. 
Luego de ello, El Hombre Gigante se dirige a su laboratorio, donde mantenía sedado a Pantera Negra. Este tiene uno de sus brazos amputado, debido a que Giant Man lo considera una provisión para ir devorando cuando tenga hambre y no encuentre carne. Al terminar de cercenar una de sus piernas aparece la Avispa, con quien tiene una discusión acerca de qué hacer con T´Challa, y que termina en una pelea. Al final, Giant Man decapita a la Avispa, en ese momento se da cuenta de que su prisionero ha escapado y sale a buscarlo. Cuando Giant-Man se marcha, Pantera Negra, que estaba escondido en el laboratorio, se da cuenta de que la cabeza de Avispa aún está viva, así que la coge y se va en busca de otro sitio más seguro. 
En este contexto, Galactus hace su llegada a la Tierra. Al ver que su heraldo fue asesinado, se enfurece y declara que no tendrá piedad. A pesar de ser atacado por los zombis, este fácilmente los repele. Mientras tanto, Pantera Negra se encuentra con un grupo de humanos sobrevivientes provenientes del Asteroide M que venían en búsqueda de Magneto, con quién habían perdido contacto. Se disponían a matar a Pantera Negra pensando que era un zombi, pero al darse cuenta de que no estaba infectado, lo dejaron. Uno de ellos aún intentó matarlo, por lo que Pantera Negra le arroja la cabeza de Avispa, quien lo muerde y se lo come. Al final los del grupo decide que la Tierra ya no puede ser salvada y regresa al asteroide, llevándose a T´Challa y la cabeza de la Avispa, para estudiarla.
En otro lado de la ciudad, Hombre de Hierro y Bruce Banner crean un dispositivo que concentra las habilidades adquiridas de Silver Surfer. Todos los zombis que lo devoraron se reúnen y van en búsqueda de Galactus. Cuando lo encuentran, se llevan una gran sorpresa al ver que ya estaba siendo atacado por los villanos zombies, el grupo se prepara y utiliza la máquina, realizando un disparo e hiriendo a Galactus de gravedad. A continuación, se inicia una feroz lucha entre supervillanos y superhéroes zombis; en la que Aguja Dinámica vaporiza la cabeza de Juggernaut con un rayo cósmico; el Hombre araña mata a Eddie Brock, luego de dispararle un rayo y haciendo que el simbionte lo abandonara; y la muerte del Coronel América a manos de Cráneo Rojo  Zombi, quien le arrancó el cerebro, aprovechando que estaba al descubierto. Después de la encarnizada lucha el grupo de héroes zombies logra vencer y proceden a alimentarse de la carne de Galactus, que aún está consciente, pero se encuentra demasiado débil para poder defenderse.
Cinco años después de la caída de Galactus, Pantera Negra regresa a la Tierra junto con el grupo de humanos sobrevivientes. El brazo y la pierna perdidos han sido reemplazados por prótesis cibernéticas. Entre el grupo también se encuentra la Avispa, con un cuerpo robótico, luciendo curada de su adicción a la carne. Al descender de la nave no encuentran señales de vida inteligente, preguntándose si la amenaza zombi terminó.
El epílogo nos muestra un planeta alienígena desconocido, cuyos habitantes estaban sumidos en el caos a sabiendas de que se estaba aproximando un grave peligro a su mundo. Tenían conocimiento de que Galactus, el devorador de mundos se estaba aproximando, debido a que sus científicos habían analizado su firma energética y esta era clara.
El rey del planeta se encuentra arropando a su hijo, susurrándole que todo estará bien. En ese momento, llega uno de sus subordinados informándole que ya no queda tiempo. En la última viñeta del cómic se nos muestra la llegada del grupo de superhéroes zombis, vestidos con ropas de diseño similar al de Galactus.

### Secuelas
- Zombis Marvel: Días Muertos (2007).[7] Narra los primeros días de la infección zombi. En España fue publicada por Editorial Panini como Marvel Zombis, Orígenes en 2008.[8]
- Marvel Zombies / El Ejército de las Tinieblas (2007).[9] Colaboración con Dynamite Comics en la que Ashley J. "Ash" Williams, el protagonista de El Ejército de las Tinieblas llega al universo Marvel zombi justo a tiempo para asistir a la infección de los héroes.
- Zombis Marvel 2 (2007-2008).[10] Narra los hechos ocurridos 40 años después cuando los zombis regresan a la Tierra a intentar reparar el portal dimensional.
- Marvel Zombies 3 (2008-2009).[11] Cuenta los eventos del lapso de 40 años mientras los zombis estuvieron en el espacio devorando planetas.
- Marvel Zombies 4 (2009).[12] El grupo de súper monstruos Los Hijos de la Medianoche intentan acabar con la plaga Zombi que fue esparcida por la Tierra-616.
- El Regreso de los Zombis Marvel (2009).[13] Narra la historia de Spider-Man Zombi que ha perdido los poderes obtenidos de Galactus en la historia original y busca redimir sus actos evitando que la plaga se extienda a otras dimensiones.
- Marvel Zombies 5 (2010).[14] Hombre Máquina y Howard el pato viajan entre dimensiones buscando muestras de diferentes clases de zombis para encontrar una cura definitiva.

## Portadas
Las portadas de esta serie están basadas en portadas famosas de Marvel Comics y han sido una de sus más importantes estrategias de promoción, no solo de esta serie, sino también de otras como Pantera Negra o Wolverine, que han contado con portadas de Arthur Suydam. A partir de Marvel Zombies 3 las portadas son un homenaje a películas de terror o con relación a Zombis, como El Ejército de las Tinieblas.

## En otros medios

### Cine
- Una versión no muerta de Iron Man, basada directamente en la portada del primer número de Zombis Marvel 2, aparece como una de las ilusiones de Mysterio en la película Spider-Man: lejos de casa (2019).

### Televisión
- La serie de Zombis Marvel fue adaptada en "What If... Zombies!?", el quinto episodio de la serie de televisión de Disney+, What If...?. A diferencia de las Historietas, el brote de Zombis es causado por Janet Van Dyne que contrae un virus mientras está dentro del Reino Cuántico. 
  - Tras la emisión de "What If... Zombies?!", se ha anunciado una serie animada de Marvel Zombies con una fecha de estreno prevista para 2024 en la Transmisión Disney+.[15][16]

### Videojuegos
- El final de Frank West de Ultimate Marvel vs. Capcom 3 tiene a este personaje viendo un universo alternativo con versiones zombificadas de superhéroes de Marvel similares a Marvel Zombies.
- Zombie Venom aparece en Marvel Future Fight.
- Masacre Menciona encontrarse con Zombi Thor en Super Hero Squad Online.
- El juego Spider-Man: Web of Shadows originalmente estaba destinado a ser Marvel Zombies: The Video Game, pero luego se cambió debido a problemas de la historia. A pesar de esto, aparece un error en la versión en español del juego aludiendo a la versión anterior del juego; cuando defiende la Torre Stark, el jugador recibe un mensaje que le dice que «Elimine a los zombis de la puerta».